# Ten Strait Hits
Ten Strait Hits è la terza compilation del cantante di musica country statunitense George Strait, pubblicata nel 1991.

## Tracce
1. Famous Last Words of a Fool – 3:37 (Dean Dillon, Rex Huston)
2. Baby Blue – 3:34 (Aaron Barker)
3. If You Ain't Lovin' (You Ain't Livin') – 2:19 (Tommy Collins)
4. Baby's Gotten Good at Goodbye – 3:30 (Tony Martin, Troy Martin)
5. What's Going On in Your World – 3:28 (David Chamberlain, Royce Porter, Red Steagall)
6. Ace in the Hole – 2:38 (Dennis Adkins)
7. Overnight Success – 3:10 (Sanger D. Shafer)
8. Love Without End, Amen – 3:07 (Barker)
9. Drinking Champagne – 3:35 (Bill Mack)
10. I've Come to Expect It from You – 3:44 (Dillon, Buddy Cannon)